# Villers-Saint-Martin
Villers-Saint-Martin település Franciaországban, Doubs megyében. Lakosainak száma 227 fő (2022. január 1.). Villers-Saint-Martin Hyèvre-Magny, Baume-les-Dames, Guillon-les-Bains, Lomont-sur-Crête és Pont-les-Moulins községekkel határos.

## Népesség
A település népessége az elmúlt években az alábbi módon változott:
| Lakosok száma | 116  | 161  | 198  | 200  | 222  | 222  | 212  | 221  | 226  | 227  |
|               | 1968 | 1982 | 1990 | 2006 | 2013 | 2015 | 2017 | 2019 | 2020 | 2022 |